# Senecio delicatulus
Senecio delicatulus là một loài thực vật có hoa trong họ Cúc. Loài này được Cabrera & Zardini miêu tả khoa học đầu tiên năm 1979.